# HC Holten
HC Holten is een Nederlandse hockeyclub uit de Overijsselse plaats Holten.
De club werd opgericht op 12 maart 1973 en speelt op een terrein aan de Aaltinksweg, waar men de beschikking heeft over een kunstgrasveld. Het eerste heren- en damesteam komen in het seizoen 2012/13 beide uit in de Vierde klasse van de KNHB.